# Micah Sloat
Micah Sloat es un actor y músico estadounidense nacido el 8 de mayo de 1981. Era desconocido antes de interpretar el papel de Micah en la exitosa película de terror del 2007, Paranormal Activity. También apareció en Paranormal Activity 2.

## Vida y carrera
Sloat nació en Westport, Connecticut como el mayor de seis hermanos. Obtuvo su Licenciatura en Filosofía en Skidmore College en el 2004.
Sloat toca en su guitarra rock y blues. También canta con el campeón del mundo de Westminster barbería coro. En 2005, Sloat se trasladó a Los Ángeles y asistió al Instituto de Músicos en Hollywood y comenzó a estudiar actuación. 
Todavía estaba tomando clases cuando se dio cuenta de una publicidad de Paranormal Activity en primavera del 2006. El anuncio solicitaba actores desconocidos con la capacidad de improvisar y que pudieran trabajar durante la noche sin saber lo que le esperaría en la siguiente escena.
El lanzamiento de la película fue en el 2009. Paranormal Activity resultó ser un éxito inesperado de taquilla, recaudando más de $100 millones de dólares en noviembre de 2009. Volvió a actuar nuevamente en su precuela de la franquicia de Actividad Paranormal.

## Filmografía
- 2007 - Paranormal Activity - Micah (Protagonista)
- 2010 - Paranormal Activity 2 - Micah
- 2014 - Paranormal Activity: The Marked Ones - Micah (Cameo)